# Mosteiro da Batalha

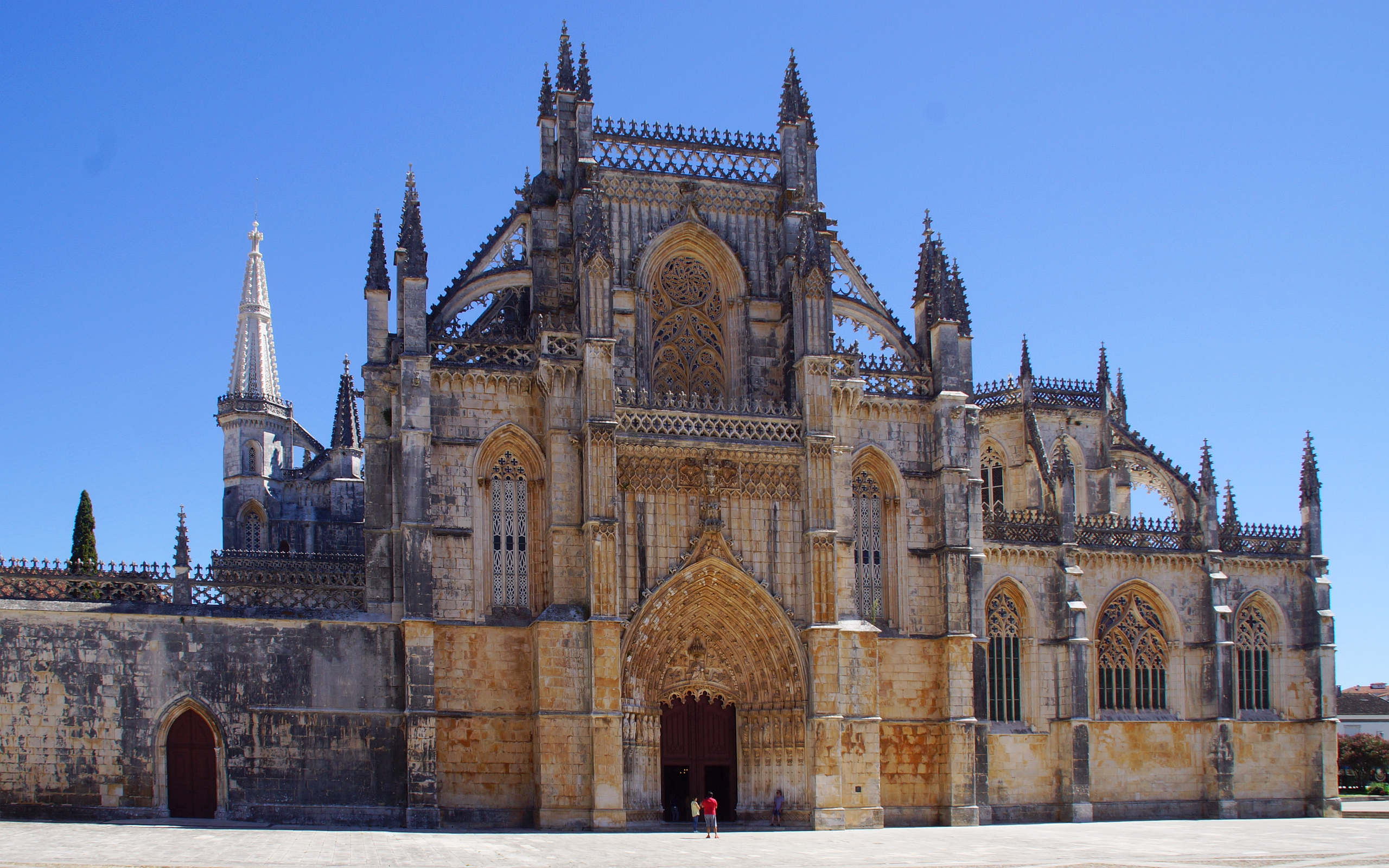
Komplette Kirchenfassade Westansicht (Haupteingang)

Das Mosteiro da Batalha, auch Kloster von Batalha (portugiesisch: Kloster der Schlacht; mit vollem Namen heißt das Kloster Mosteiro de Santa Maria da Vitória, Kloster der heiligen Maria vom Siege) ist ein Dominikanerkloster in der portugiesischen Stadt Batalha in der Provinz Beira Litoral. Nach dem Sieg Portugals über das Königreich Kastilien in der Schlacht von Aljubarrota am 14. August 1385 wurde es aufgrund eines Gelübdes zum Dank errichtet. Die Bauzeit von circa 150 Jahren erstreckte sich von 1388 bis ca. 1563. Im Kloster von Batalha haben die portugiesischen Könige aus der Zeit zwischen 1385 und 1495 ihre Grablege. 1983 wurde die Anlage als Weltkulturerbe in die Liste der UNESCO aufgenommen.
Der Überlieferung folgend, hatte João I. (Johann I.) vor der Schlacht am 14. August 1385 versprochen, der Jungfrau Maria ein Kloster zu errichten, wenn sie der portugiesischen Streitmacht im Kampf gegen das zahlenmäßig mehr als vierfach überlegene kastilische Heer beistehen würde. Für 1388 ist die Übergabe des Klosters an den Dominikanerorden urkundlich gesichert. Die Errichtung erfolgte wahrscheinlich unter ausschließlicher Maßgabe und Finanzierung des Königshauses, wodurch sich die für eine Bettelordenskirche überaus anspruchsvolle Architektur erklären lässt. Das Kloster ist als Demonstration der durch João I. neu begründeten Königsdynastie Avis zu verstehen.
Eine Reiterstatue des in der Schlacht siegreichen Feldherrn Nuno Álvares Pereira steht vor dem Kloster.

## Geschichte

### Hintergrund

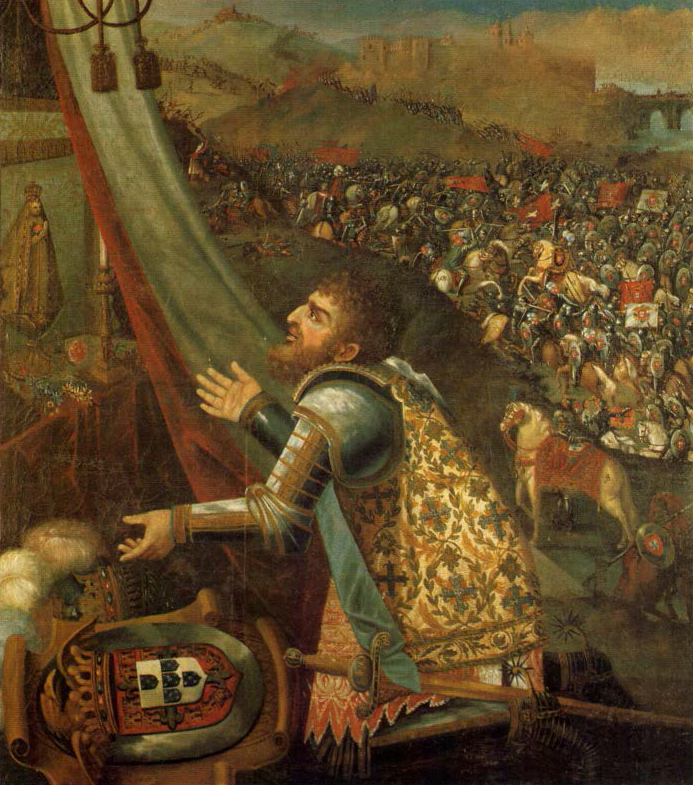
Schwur des Johann von Avis vor der Schlacht von Aljubarrota

Mit Ferdinand I. war 1383 der letzte König des Hauses Burgund verstorben. Die Könige des benachbarten Kastilien hatten bereits lange auf eine Gelegenheit gewartet, die Lehenshoheit über Portugal wiederherzustellen. Ein Aufstand, an dessen Spitze sich mit Johann von Avis ein Abkömmling der Burgunderkönige setzte, der aufgrund seiner unehelichen Geburt keinen Anspruch auf den Thron erheben konnte, vertrieb jedoch die pro-kastilischen Akteure aus Portugal. Der kastilische König Johann I. marschierte in der Folge mit einer großen Streitmacht in Portugal ein, während die portugiesischen Cortes Johann von Avis am 6. April 1385 zum Verteidiger und König des Vaterlandes erklärten.
Der Höhepunkt dieser Auseinandersetzung war die Schlacht von Aljubarrota. Vor dieser Schlacht soll Johann von Avis zur Mutter Jesu gebetet und sie um Beistand gebeten haben. Sein Gebet war mit dem Schwur verbunden, dass er ein Kloster bauen und es ihr widmen würde, wenn sie den portugiesischen Truppen zum Sieg verhelfe. Die Schlacht am 14. August 1385 verlief für die portugiesische, von Johann von Avis angeführte Armee siegreich, wenngleich die kastilischen Truppen deutlich stärker und besser ausgerüstet waren. Kurz nach seiner Inthronisierung als Johann I. von Portugal ging der König an die Einlösung seines Schwurs. Er erwarb von seinem Freund und Kriegsgefährten Egas Coelho das Land für das Kloster. Es befindet sich etwas nördlich des damaligen Schlachtfeldes nahe der Stadt Leiria und verfügt über fruchtbaren Boden und vor allem Wasser. Der König trieb den Bau voran, weil er ihm als Symbol für die himmlische Unterstützung auf dem Schlachtfeld Legitimität verlieh.
Der Plan von Johann I. schien es ursprünglich gewesen zu sein, das Kloster dem Zisterzienserorden zu übergeben. Dafür sprach, dass der Abt des Zisterzienserklosters Alcobaça, João de Ornelas, ein Freund des Königs war und ihn im Krieg gegen Kastilien unterstützt hatte. Johanns erster Sohn war im Kloster Alcobaça getauft worden und Johanns Vater Peter I. war dort begraben. Es hätte also als Symbol der Dankbarkeit den Zisterziensern vermacht werden können. Dafür sprachen auch wirtschaftliche Gründe: Alcobaça lag nahe genug an Batalha, um die gemeinsame Nutzung von Einrichtungen zu ermöglichen, das Kloster Alcobaça war auch finanziell stark genug, Batalha zu entwickeln. Nicht zuletzt legten die Zisterzienser großen Wert auf die Verbreitung der Marienverehrung.
Während der Belagerung von Melgaço 1387 entschied Johann I. jedoch unter Einfluss von João das Regras und seines Beichtvaters, dem Dominikaner João Lampreia, das Kloster den Dominikanern zu überlassen. Entscheidend hierfür war die Hingabe der Dominikaner an die Jungfrau Maria und die Unterstützung für den römischen Papst während des Abendländischen Schismas. Im April 1388 wurde Batalha somit an den Dominikanerorden übergeben; diese Vorgeschichte ist jedoch der Grund, warum Batalha einige Einrichtungen nicht besitzt, die ein Kloster eines Bettelordens typischerweise hat. Auf den Bau nahmen die Dominikaner keinerlei Einfluss; der Bau und seine Finanzierung waren Angelegenheit des Königs. In seinem Testament vom 4. Oktober 1426 begründete der König seine Entscheidung ausführlich und legte fest, dass die Mönche von Alcobaça jedes Jahr an seinem Todestag und dem Todestag der Königin in Batalha gemeinsam mit den Mönchen von Batalha für seine Seele beten sollten.

### Bau

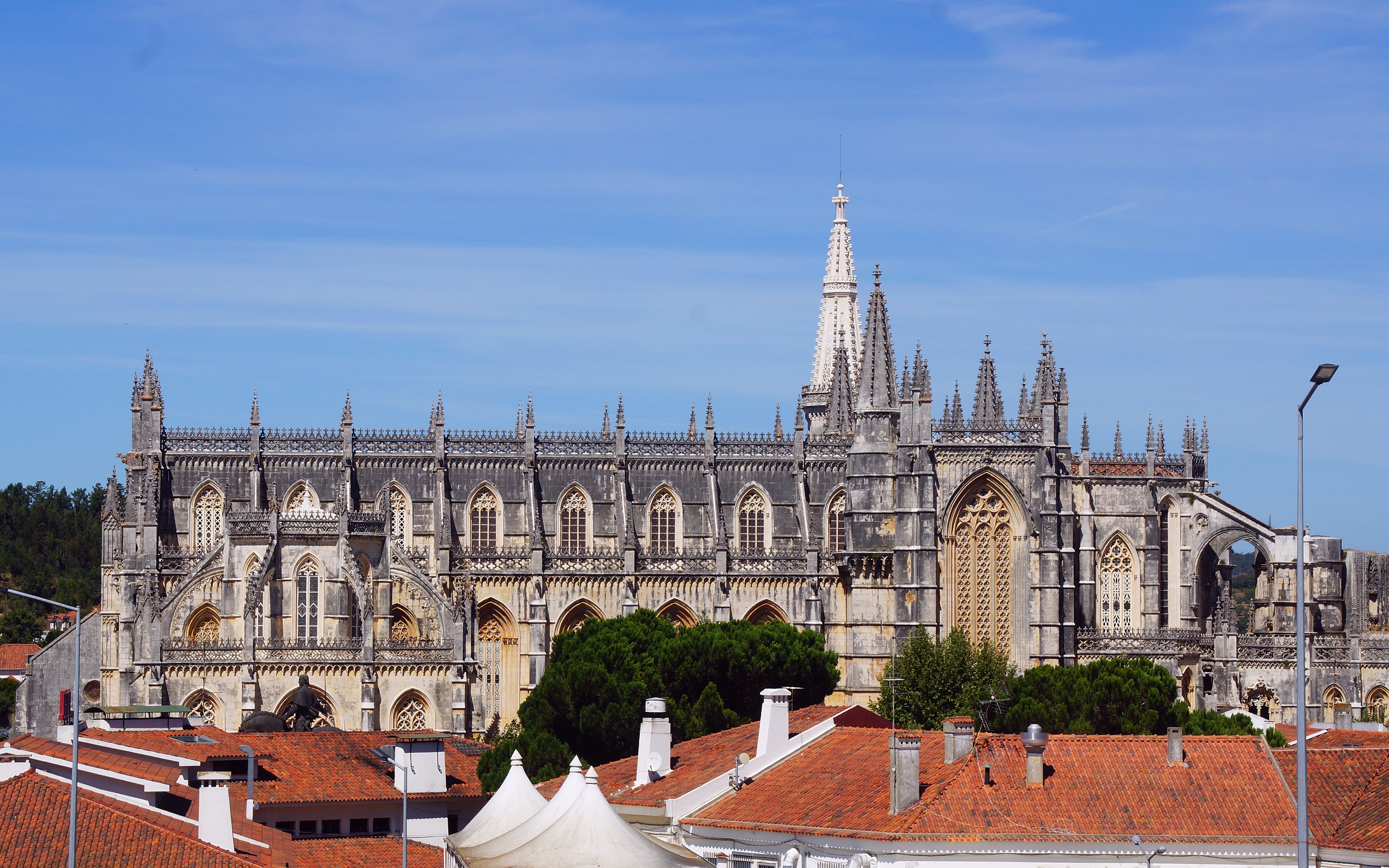
Das Klosterkirchengebäude in ganzer Dimension in der Südansicht

Bereits ein bis zwei Jahre nach der Schlacht von Aljubarrota wurde begonnen, den Bauplatz vorzubereiten. Wann genau der Bau begonnen wurde, ist nicht exakt überliefert, aus Dokumenten geht jedoch hervor, dass dies vor 1387 geschah. Der König selbst beschaffte für das Unterfangen das beste Material und beschäftigte renommierte Fachleute, so dass die Organisation der Baustelle so effizient wie anderswo in Europa war.

### Baumeister
1. Afonso Domingues (1388–1401). Er war der wohl beste Baumeister Portugals zu seiner Zeit. Ihm oblag der Entwurf und die Ausgestaltung des gesamten Klosterkomplexes mit Kirche, Sakristei, Kreuzgang, Kapitelsaal, Dormitorium, Küche und Refektorium. Bis zu seinem Tod konnte er einen Großteil der Klosterkirche, die Sakristei und zwei Flügel des Kreuzgangs vollenden und mit dem Kapitelsaal beginnen.[7]
2. Meister Huguet (1402–1438). Er stammte aus Katalonien oder einem anderen Abschnitt der spanischen Mittelmeerküste.[8] Er war als Ausländer schon unter Domingues am Bau tätig gewesen, den er in der Folge 36 Jahre lang leitete. Er stellte wahrscheinlich 1426 die Kirche fertig, vollendete die Klostergebäude und das Hauptportal. Er hob sich von seinem Vorgänger ab und führte Innovationen in Architektur und Dekor ein, wie etwa das Gewölbe über dem Kapitelsaal. Er zeichnete auch für den neuartigen Entwurf der Capela do Fundador verantwortlich, die er bis ca. 1434 fertigstellte. Daneben entwarf er die von Dom Duarte I. in Auftrag gegebenen Unvollendeten Kapellen.
3. Martim Vasques (1438–1448). Er übernahm die Arbeiten nach Huguets Tod und stellte das Kloster fertig; von ihm sind keine größeren architektonischen Beiträge eingeflossen.
4. Fernão de Évora (1448–1477). Der Neffe von Martim Vasques übernahm den Bau nach dessen Tod. Er fügte dem Komplex einen zweiten, nach König Afonso V. benannten Kreuzgang hinzu, der zum überladenen Stil Huguets mit seiner Nüchternheit einen scharfen Kontrast bildet (sog. Franziskanergotik).
5. Meister Guilherme (1477–1480): Über ihn, der nach dem Tod von Fernão de Évora den Bau übernahm, gibt es nur wenige Berichte.
6. João Rodrigues (1480–ca. 1485): Er war eigentlich Meister der Glasmacherkunst und besaß Einfluss und die Gunst König Johanns II. Er verbrachte nicht viel Zeit mit der Leitung der Baustelle und verließ Batalha nach etwa fünf Jahren, um am Königspalast von Sintra zu arbeiten.
7. João de Arruda (ca. 1485–1490): Über ihn ist nur bekannt, dass er vorher in Évora arbeitete und in der Kirche Santa Maria-a-Velha in Batalha begraben wurde. Diese Kirche wurde in den 1960er Jahren abgebrochen.[9]
8. Mateus Fernandes der Ältere (1490–1515): Er war der Schwiegersohn von Meister Guilherme, dem er schon 1480 für wenige Monate als Bauleiter nachgefolgt war. 1490 kehrte er zurück, um die Bauarbeiten bis zu seinem Tod zu leiten. Er liegt am Eingang zum Kirchenschiff begraben, was für seinen Ruhm in der Nachwelt spricht. Er arbeitete unter König Manuel I. und führte den nach diesem benannten Stil der Manuelinik, der von den Entdeckungsfahrten in die Neue Welt inspiriert war, in Batalha ein. Er leitete den Weiterbau der Unvollendeten Kapellen und schuf das prächtige Eingangsportal (datiert 1509).[10] Er arbeitete mit Jacques Boytac, der wohl aus der Languedoc stammte, zusammen, von dem er Anregungen zur Gestaltung des Brunnenhauses im Kreuzgang übernahm.
9. Mateus Fernandes der Jüngere (1516–1528): Er setzte die Arbeiten im Stile seines Vaters fort.
10. João de Castilho (1528–1532): Er war einer der großen portugiesischen Architekten zu Beginn der Renaissance im 16. Jahrhundert. Von ihm stammt der Balkon, der das Portal der Unvollendeten Kapellen bekrönt, und das Gewölbe, das die Kapellen mit der Klosterkirche verbindet.[11]
11. Miguel de Arruda (1533–ca. 1563): Er war der letzte der Baumeister von Batalha, wurde 1548 von König Johann III. zum Mestre das obras dos muros e das fortificações do reino, lugares d’Além e Índia (Oberster Festungsbaumeister des Königreichs und Indiens) ernannt und entfaltete nur geringe Tätigkeit in Batalha. Er war jedoch für das Projekt der Klostererweiterung nach Osten um zwei weitere Kreuzgänge und ein Torhaus verantwortlich, das um die Mitte des 16. Jahrhunderts begonnen wurde. Diese Gebäude verschwanden alle wieder bei Restaurierungen in der zweiten Hälfte des 19. Jahrhunderts.[12]

## Grundriss

### Legende
1. gotisches Hauptportal mit manuelinischem Fenster
2. Klosterkirche
3. Capela do Fundador
4. Kapitelsaal mit dem Grab des unbekannten Soldaten
5. Königlicher Kreuzgang
6. Brunnenhaus
7. Refektorium
8. Dormitorium
9. Kreuzgang König Afonso V.
10. manuelinischer Durchgang
11. Unvollendete Kapellen
12. Grabmal von Duarte I. und Eleonore von Aragón
13. Platz Johanns III. an der Stelle des abgetragenen zusätzlichen Kreuzgangs
14. Reiterstandbild des Marschalls Nuno Álvares Pereira

## Architektur

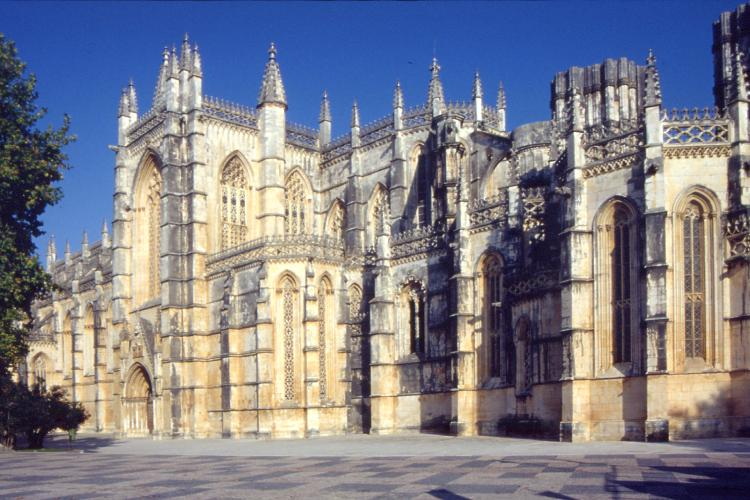
Südseite: links die Kirche mit Querhaus, rechts die unvollendeten Kapellen

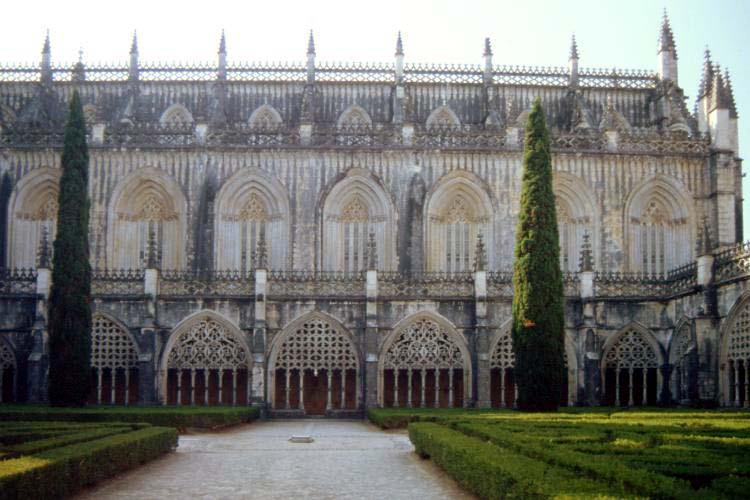
Claustro Real mit Nordseite Kirchenschiffs

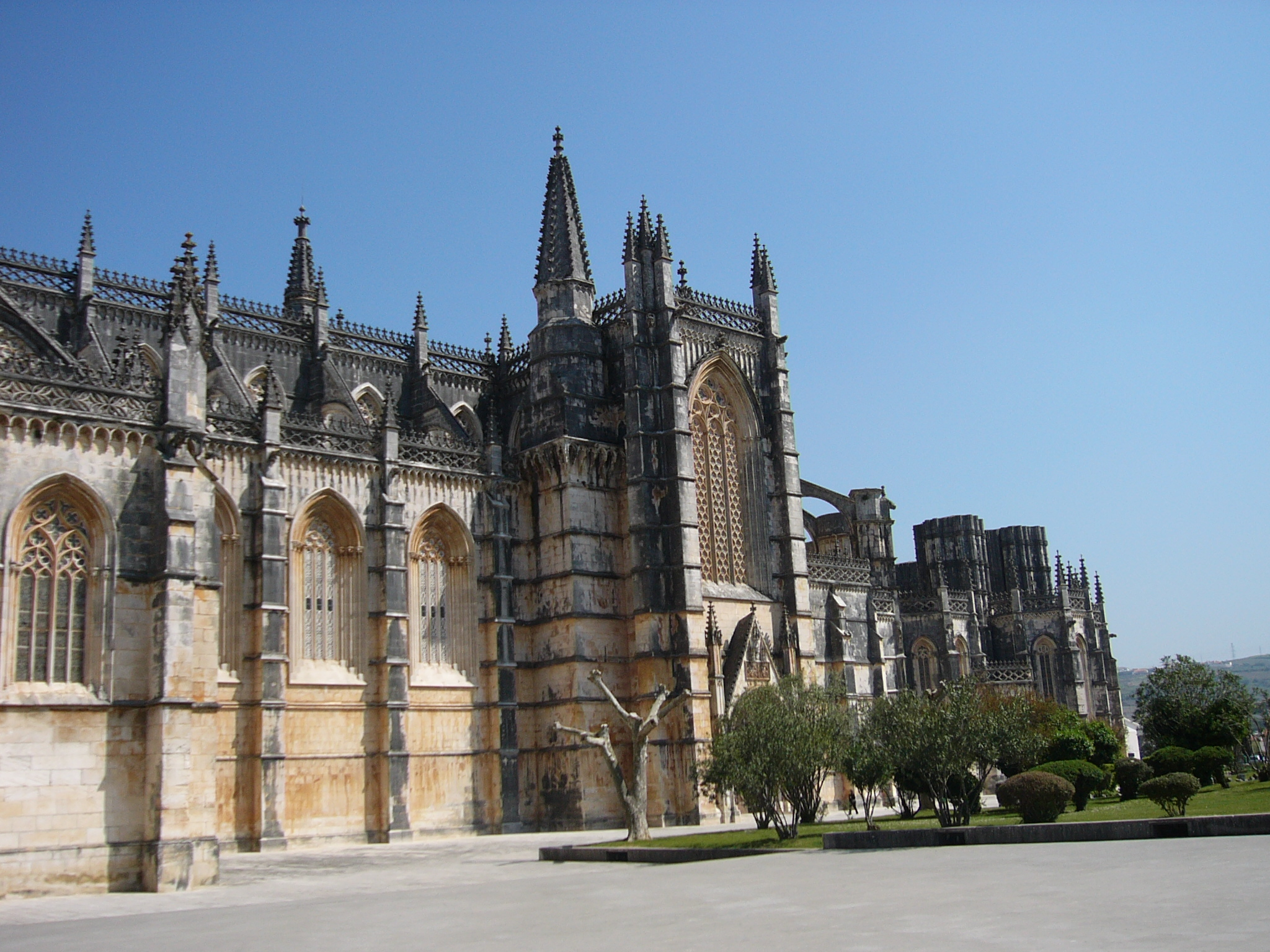
Langhaus und Querschiff der Kirche

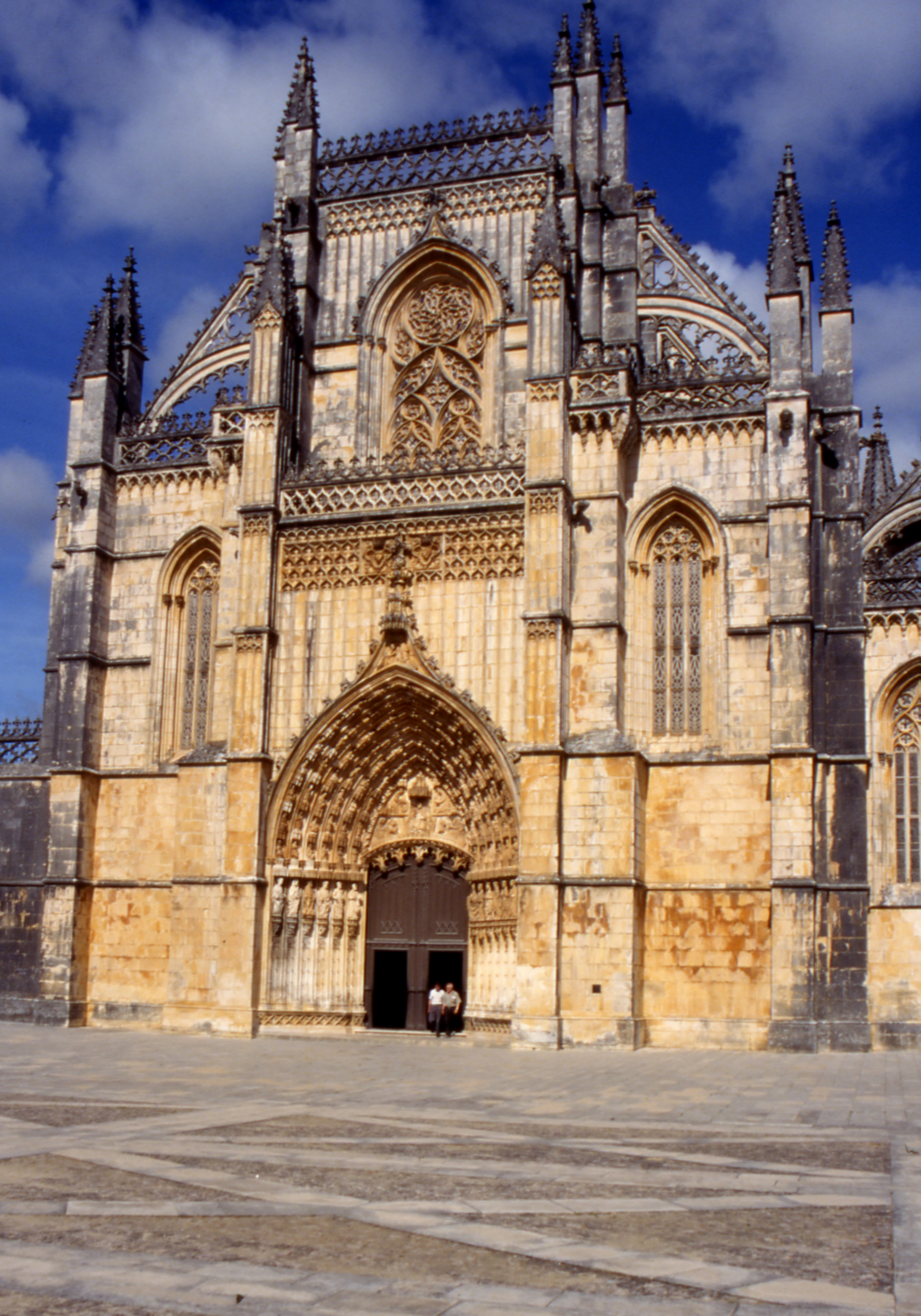
Westfassade der Kirche

Wie für gotische Bauwerke auf der iberischen Halbinsel nicht untypisch, haben (außer dem zierlichen kleinen Glockenturm) alle Teile des Klosters Flachdächer. Auf den wahrscheinlich in Lissabon geborenen Afonso Domingues, der den Bau bis zu seinem Tod 1401/1402 leitete, gehen der Grundriss der Kirche, die Sakristei und Teile des Königlichen Kreuzgangs („Claustro Real“) zurück.

### Kirche
Die Kirche ist eine dreischiffige Basilika in der Form eines lateinischen Kreuzes mit acht Jochen und einschiffigem Querhaus. Sie ist 80 Meter lang, 22 Meter breit und 32,5 Meter hoch. Die Chorpartie besteht aus fünf jeweils mit 5/8-Schluss schließenden Kapellen, dem zweizonigen Chor in der Fortsetzung des Mittelschiffs und beidseits je zwei an die Querhausarme anschließenden Seitenkapellen. Diese sind in den Maßen gestaffelt, die in Fortsetzung der Seitenschiffe liegenden inneren Kapellen sind etwas länger und breiter als die beiden äußeren. Die Kirche wurde nicht, wie sonst häufig üblich, im Osten mit dem Chor begonnen, sondern in nahezu gleichmäßigen Schichten über den gesamten Grundriss hinweg aufgeführt. Daraus erklärt sich der stilistische Formenwandel bei den oberen Bauabschnitten der Kirche, die auf den zweiten Baumeister Huguet, dessen Herkunft nicht völlig gesichert ist, jedoch in Katalonien vermutet werden kann, zurückgehen. Dieser führte den Bau des Klosters bis 1438 fort. Er vollendete die Kirche und den „Claustro Real“ weitgehend im Sinne seines Vorgängers, modifizierte aber den bauplastischen Schmuck, was sich besonders an der reich verzierten Westfassade der Kirche zeigt. Insgesamt sind die von ihm entworfenen Abschnitte durch feinere Profile der Gewölberippen sowie der Fenster- und Portalgewände gekennzeichnet.

### Apsiskapelle
Die Apsiskapelle ist mit einem Kreuzrippengewölbe mit aufgesetzten Sekundärrippen gedeckt, das an nordeuropäische Einflüsse erinnert. Sie scheint mit ihrem Triumphbogen, der wie mit Spitzen verziert ist, nachträglich fertiggestellt worden zu sein, wie man auch bei den Seitenkapellen an zwei Schaffensperioden denken könnte. Es ist möglich, dass die Arbeiten an den Klostergebäuden schneller ausgeführt wurden als am Baukörper der Kirche.

### Königlicher Kreuzgang

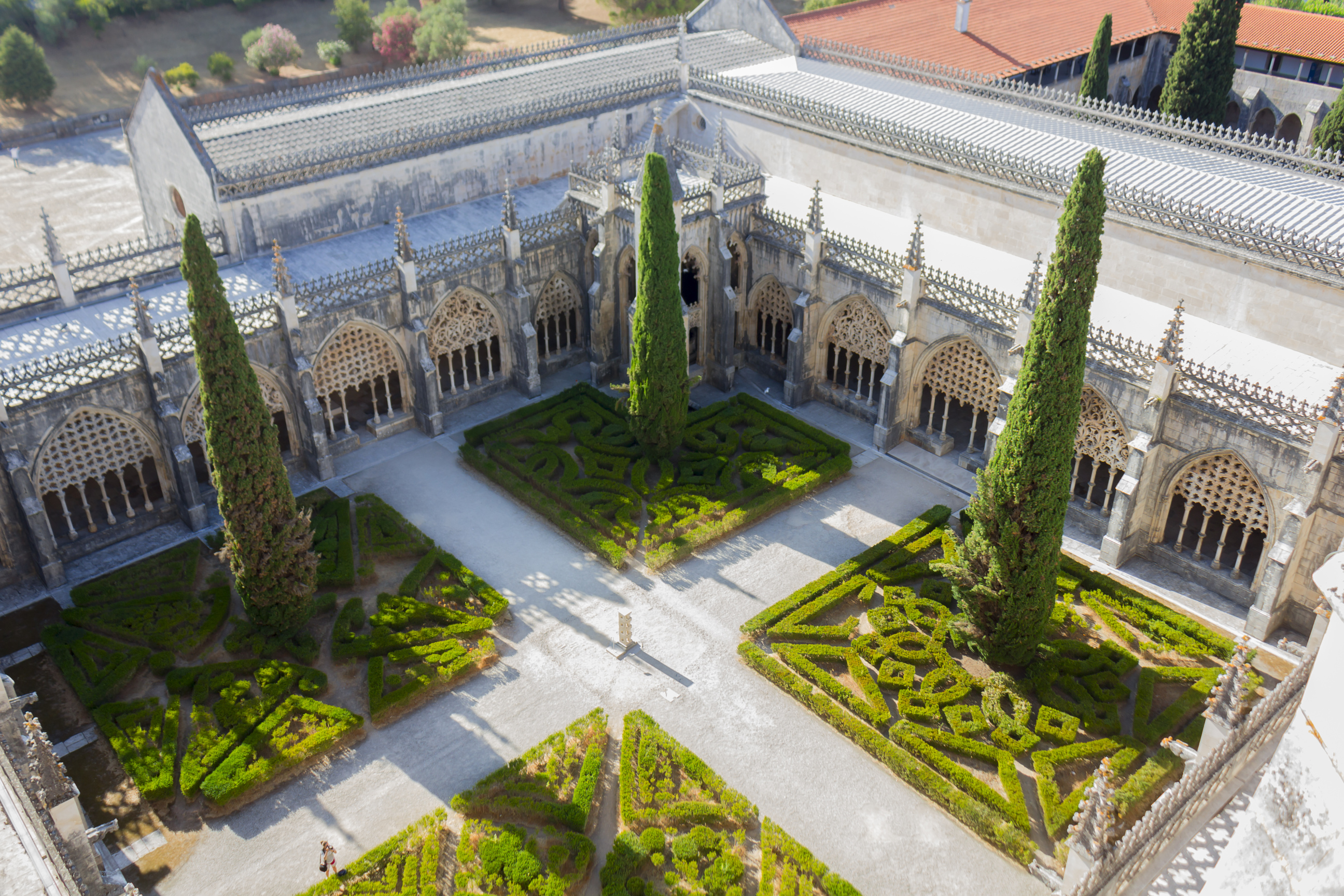
Nord- und Ostseite des Kreuzgangs

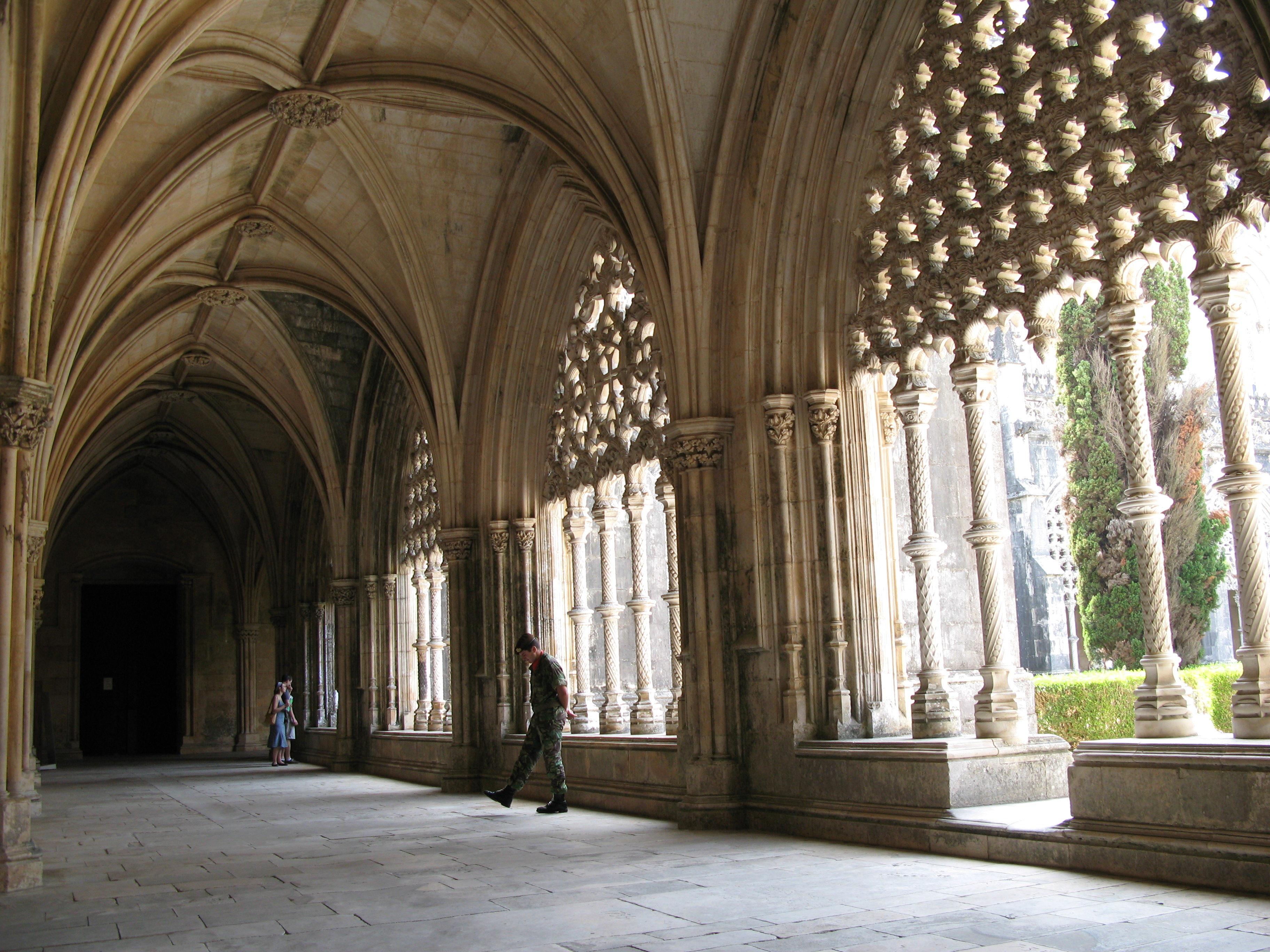
Kreuzgang

Der an der Nordseite des Kirchengebäudes liegende Königliche Kreuzgang (Claustro Real) hat Abmaße von 50 Metern Länge und 50 Metern Breite. Der Nord- und Westflügel stammt von Afonso Domingues, der Süd- und Ostflügel von Huguet; alle weisen jeweils sieben Joche auf. Diese sind durch Strebepfeiler voneinander abgegrenzt, die in spitzen Fialen enden. Trotz der unterschiedlichen Stile der beiden Baumeister ergibt er ein harmonisches Ganzes. Mit seiner Größe und der Qualität der Arbeit an den zahlreichen Kreuzgewölben zeigte der Bauherr, dass er mit dem Komplex in Batalha seine königliche Macht demonstrieren wollte. Ihr Prunk und ihre Opulenz passen daher nicht zu dem Bettelorden, der das Kloster nutzte, wiewohl die Dominikaner als Bauherren prächtiger bauten als die Franziskaner. Verglichen mit dem herb schlichten Kreuzgang der Kathedrale von Évora und seinen Okuli sind sie Arkaden in Batalha völlig anders proportioniert, ihre Bögen ragen bis nahe unter die Dachkante.
Die Verzierungen auf den Kapitellen und Endsteinen zeigt Pflanzenmotive. Im Südflügel des Kreuzganges ist ein Kapitell mit zwei Paaren von Dominikanerbrüdern verziert, die jeweils ein geöffnetes Buch in den Händen halten. Dies symbolisiert die große Bedeutung des Studiums im Leben der Dominikaner; wie in Alcobaça war der Südflügel des Kreuzganges dem Lesen vorbehalten.
Am Anfang des 16. Jahrhunderts wurde das feingliedrige Maßwerk in den Arkadenbögen eingefügt. Es ruht auf schlanken Säulen, zeigt Formen von Zweigen und Girlanden und gehört zu den frühesten Beispielen der nach König Manuel I. benannten Manuelinik, einer portugiesischen Sonderform der Spätgotik. In der Mitte der mit Maßwerk verzierten Bögen befindet sich eine kleine Armillarsphäre, das persönliche Zeichen von König Manuel I. Das geflechtartige Couronnement unterscheidet sich besonders stark vom Flamboyantmaßwerk der Capela do Fundador und lässt Inspiration durch die allerdings zumeist hölzernen Maschrabiyya der islamischen Baukunst vermuten.

### Kapitelsaal

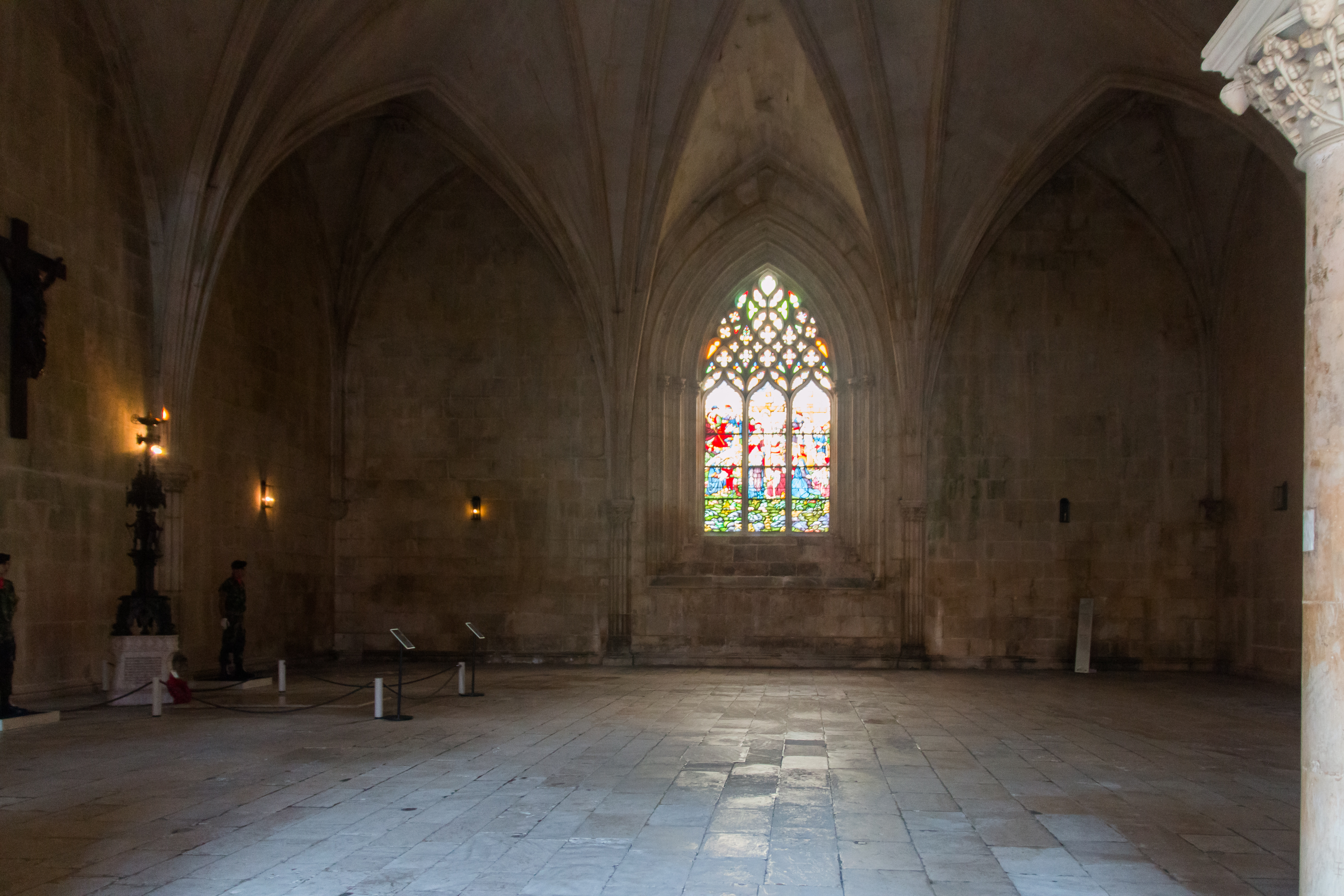
Blick in den Kapitelsaal

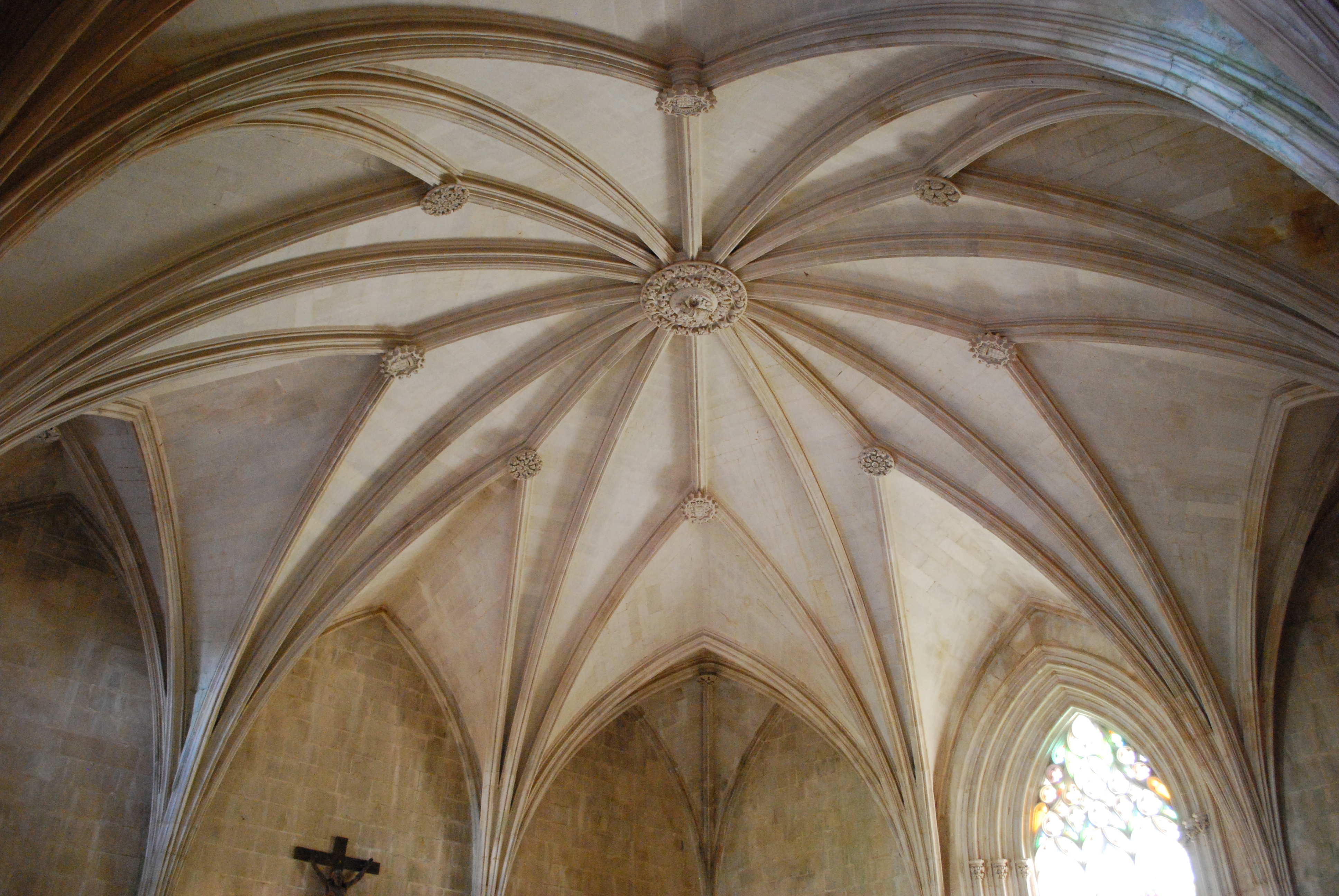
Gewölbe des Kapitelsaales

Der Kapitelsaal befindet sich am Ostflügel des Kreuzganges neben der Sakristei. Er ist quadratisch bei einer Seitenlänge von 19 Metern. Er ist durch ein Portal zugänglich, welches durch eine sehr starke Wand führt und mit fünf Archivolten an der Außen- und vier an der Innenseite ausgestattet ist. Wie auf der iberischen Halbinsel seit der Romanik üblich, ist das Tor mit Maßwerk und Fenstern verziert. Beiderseits des Portals befinden sich je zwei Doppelfenster, die mit Maßwerk im Stil der Flamboyantgotik gefüllt sind.
Auf zwei Kapitellen rechts der Tür ist die Verkündigung des Herrn dargestellt. Links ist ein Engel mit einer von der Schulter bis zu den Füßen reichende Pergamentrolle zu sehen, rechts die Jungfrau Maria mit einem Gefäß in der rechten Hand und einer Halskette mit handförmigem Gehänge, wahrscheinlich Amulette, die vor dem Bösen schützen sollen. Diese altmodische Darstellung lässt auf eine Arbeit des ersten Baumeister Domingues schließen. Auf den anderen Kapitellen sind menschliche Antlitze mit Blattwerk dargestellt.
Domingues wollte ursprünglich nach dem Vorbild des Kapitelsaals des Klosters Alcobaça einen dreischiffigen Kapitelsaal bauen. Nach dem Tod von Domingues entschied sich Huguet zu einer Innovation, indem er den gesamten Saal mit einem einzigen Sterngewölbe deckte, in dessen Mitte sich ein großer Schlussstein mit dem Wappen des Königs befindet. Diese für die damalige Zeit gewagte Konstruktion stellt einen der größten stützenlos überwölbten Räume des Mittelalters und der frühen Neuzeit auf der Iberischen Halbinsel dar. Mit ihr emanzipierte sich Huguet von Domingues und empfahl sich beim König als Auftragnehmer für den Bau der Stfterkapelle. An einer der Konsolen, die die Rippen stützen, hat sich der Baumeister in Form einer Statue selbst verewigt. Diese ist im Stil des frühen 15. Jahrhunderts gekleidet und hält in der linken Hand ein Lineal.
Auf der Ostseite des Kapitelsaals befindet sich ein farbenprächtiges Fenster, das in Form eines dreiteiligen Triptychons das Leiden Christi darstellt. Dieses Fenster stammt aus dem Jahre 1514. Trotz dieses Fensters herrscht im Kapitelsaal immer ein Halbdunkel, weswegen der Raum seit dem 9. April 1921 die nationale Gedenkstätte des unbekannten Soldaten für die portugiesischen Gefallenen des Ersten Weltkrieges beherbergt. Vorher ruhten hier von 1481 bis 1901 die sterblichen Überreste von König Afonso V. und seiner Frau sowie seines Sohnes, Kronprinz Afonso, bevor sie in die Capela do Fundador übertragen wurden.

### Dormitorium
Das riesige und nüchterne Dormitorium nimmt die Nordfront des Königlichen Kreuzganges ein. Mit seinen mächtigen Säulen und Bögen, die das Spitztonnengewölbe tragen, hat es eine sehr nüchterne Atmosphäre, die dem Kloster Alcobaça ähnelt. Seine Ostwand ist mit einem zweiteiligen Fenster ausgestattet, in den anderen Wänden finden sich weit oben rechteckige Öffnungen.
Mit seinen großen Gemeinschaftsräumen passt es schlecht zum Lebensstil der Dominikaner, weshalb sehr zeitig Planungen für einen weiteren Kreuzgang mit Einzelzellen für die Mönche beidseitig des Kreuzganges gemacht wurden. Nach der Fertigstellung dieses Claustro Afonso V. wurde das Dormitorium als Weinkeller benutzt.

### Brunnenhaus und Refektorium
Am Kreuzungspunkt zwischen Nord- und Westflügel des Kreuzgangs befindet sich das quadratische Brunnenhaus. Es ist besonders aufwändig gestaltet, da das Händewaschen vor dem Eintritt ins Refektorium einen sauberen Lebensstil symbolisierte. Es stammt von Mateus Fernandes dem Älteren und besitzt an der Innenkante einen achteckigen Turm mit pyramidenförmiger Bedachung. Die Brunnenschale im Inneren besteht aus einem angenähert kreisrunden Becken mit wellenförmigem Rand, darüber stehen auf 4 Säulchen zwei viellappige Schalen. Die untere der Schalen trägt Wasserspeier in Form halbvegetalistischer Masken. Das Brunnenhaus besitzt ein Kreuzrippengewölbe, das von Säulenbündeln gestützt wird.
Das Refektorium hat ebenfalls ein Spitztonnengewölbe, allerdings schlankere Säulen als das Dormitorium. Wie im Dormitorium befinden sich die Fenster sehr weit oben in den Mauern. An der westlichen Wand befindet sich eine Kanzel, die für Lesungen während des Essens benutzt wurde. Der Lettner zeigt das Vollwappen von König Eduard und Eleonore von Aragonien, was bedeutet, dass die Kanzel von der königlichen Familie gestiftet wurde oder dass das gesamte Refektorium während der Herrschaft von Eduard gebaut wurde.
Seit 1924 beherbergt das Refektorium das Museum der Liga dos Combatentes, einer Organisation von Veteranen der portugiesischen Streit- und Sicherheitskräfte.
Nördlich dieses zum ursprünglichen Plan gehörenden Areals wurde um 1470 ein weiterer, etwas kleinerer Kreuzgang errichtet. Dieser zeigt im Unterschied zu nahezu allen anderen Teilen des Klosters eine sehr schlichte Formensprache, die dem formalen Armutsideal der Dominikaner entsprach. Daran schließen sich weiter Gebäude an, die heute unter anderem eine Ausbildungsstätte für Steinbildhauer beherbergen. Im Laufe des 16. bis 18. Jahrhunderts war das Kloster im Nordosten um zahlreiche weitere Bauten ergänzt worden. Diese wurden jedoch im Laufe der umfangreichen Rekonstruktionsarbeiten seit der Mitte des 19. Jahrhunderts abgebrochen.

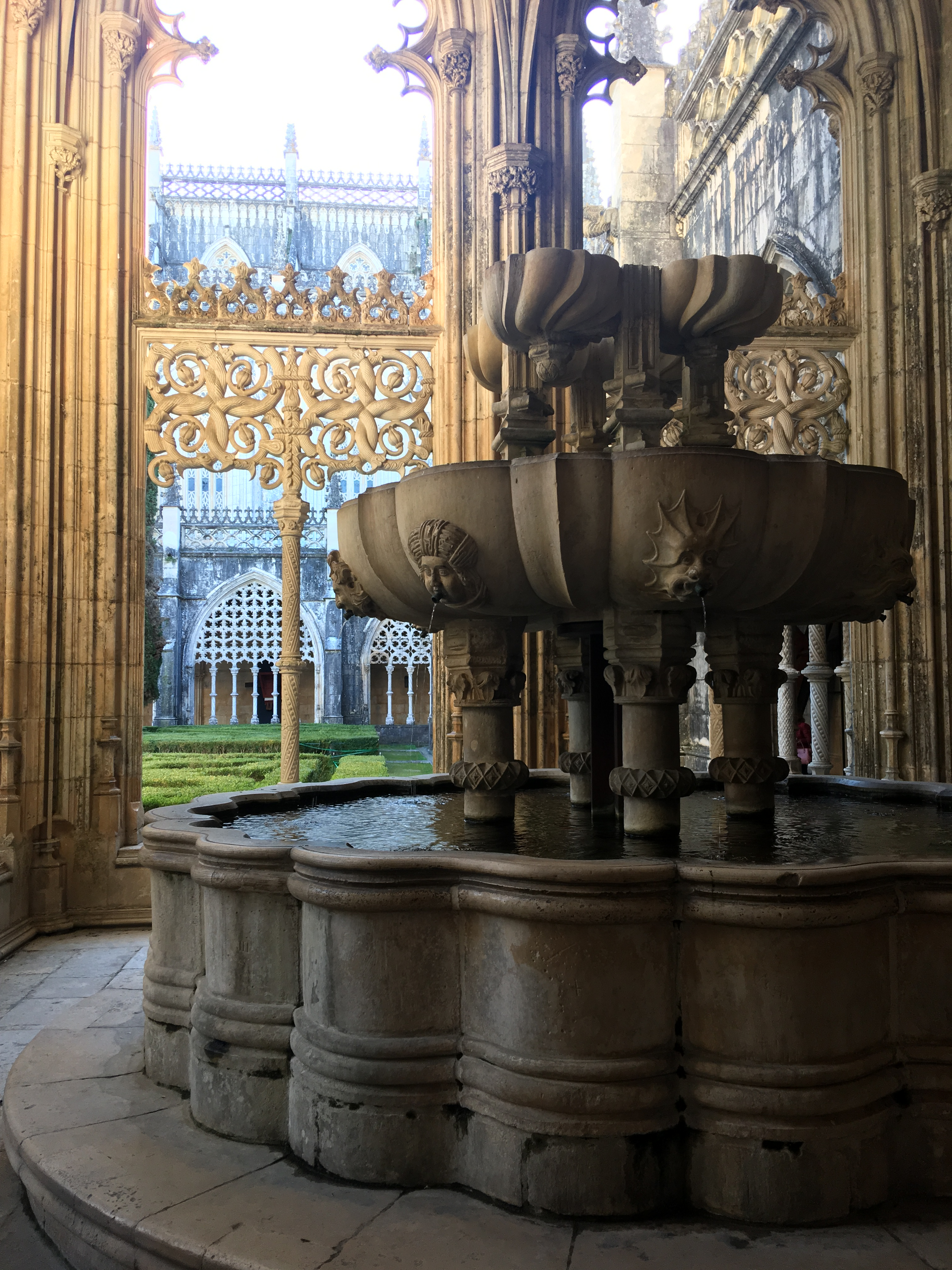
Brunnen im Brunnenhaus (2018).

### Königliche Grabkapellen
Die beiden Kapellenanlagen wurden von demselben Baumeister, nämlich Meister Huguet, entworfen, angesichts ihrer Ausmaße und der kurzen Zeitspanne eine Besonderheit der Architekturgeschichte.

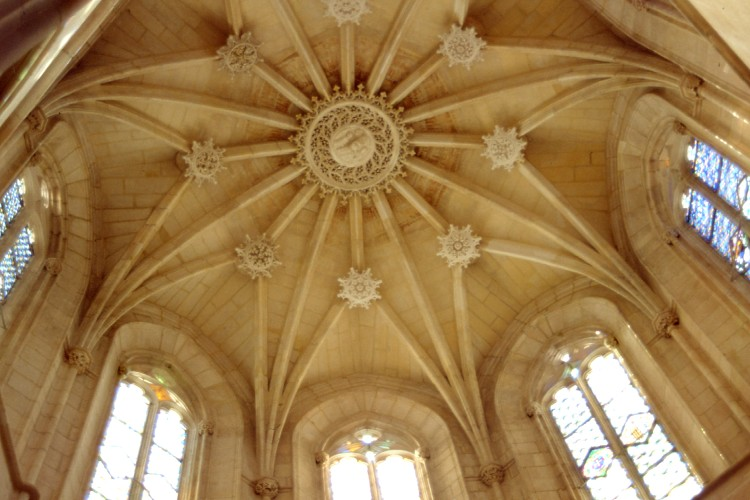
Zentrales Gewölbe der Capela do Fundador

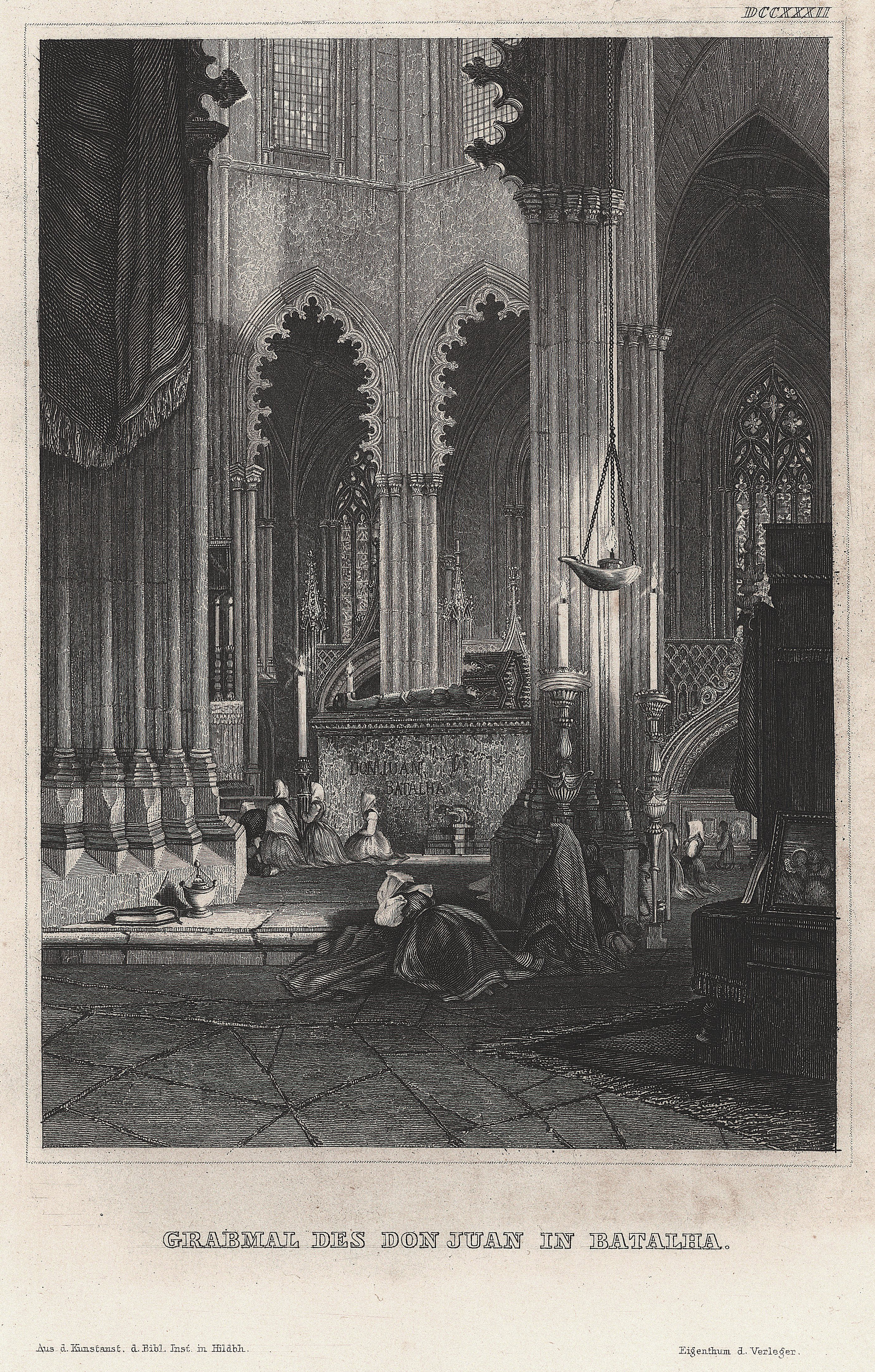
Die Capela do Fundador Mitte des 19. Jh.

#### Capela do Fundador
Die „Capela do Fundador“ (d. h. Kapelle des Gründers) schließt mit ihrer Westfassade südlich an die Fassade der Klosterkirche an und hat keinen direkten Zugang zu ihrem Innenraum. Kurz vor 1426 begann man mit der Errichtung dieser Kapelle als Grablege für den Stifter, dessen Gattin und die königlichen Nachkommen. Die Kapelle war 1434 vollendet, so dass Johann I. und seine bereits 1415 verstorbene Gattin Philippa von Lancaster dort beigesetzt werden konnten. Der Bau besteht aus einem einzonigen quadratischen Unterbau und einer eingestellten oktogonalen Laterne, die sich auf einer Arkade aus acht Bögen über den Umbau erhebt. Diese Laterne ist von englischen Einflüssen inspiriert, der Skulpturenschmuck typisch für die Spätgotik. Der Doppelsarkophag des Gründerpaares steht in der Mitte des Raumes, während sich die Grabmäler ihrer Nachkommen in den Wandnischen des Umbaus befinden. Ihr bekanntester Sohn ist Dom Henrique o Navegador (Heinrich der Seefahrer).

#### Unvollendete Kapellen
Der älteste Sohn und Nachfolger Johanns I., Duarte I., begann mit dem Bau einer gewaltigen Kapellenanlage im Osten der Klosterkirche, die jedoch nie vollendet wurde. Daher ist sie heute unter dem Namen „Capelas imperfeitas“, d. h. unvollendete Kapellen, bekannt. Diese Kapellenanlage nachträglich an die Chorpartie der Kirche anzubauen, anders als etwa das Oktogon für Olav den Heiligen am Nidarosdom in Trondheim, erforderte Kompromisse: an das Chorhaupt und die inneren Seitenkapellen schließt ein seitlich zugängliches Atrium an, an den sich der Zugang zum zentralen achteckigen, offenen Innenhof der Anlage anschließt. Von diesem strahlen sieben rechteckige Kapellen mit abgeschrägten Spitzen aus, die senkrecht zu den Seiten des Achtecks liegen und die einzelnen Grabkapellen bilden. Besonders das Hauptportal und die unvollendeten Pfeiler des Obergeschosses zeigen eine stark von islamischer Kunst beeinflusste Bauplastik von maßloser Pracht. Über dem Portal befindet sich eine von João de Castilho gestaltete Renaissancetribüne mit Doppelbogen und Balustrade, gekrönt von einem geschnitzten Architrav.

#### Im Kloster beigesetzte Mitglieder der portugiesischen Herrscherfamilie Avis
Die Herrscherfamilie Avis:
1. Philippa von Lancaster, Königin von Portugal (1360–1415) – (Gemahlin von König Johann I.)
2. Infant João (* 15. Oktober 1429; † 1433) – (Sohn von König Eduard I.)
3. Infant Fernão, der Heilige (1402–1433) – (Sohn von König Johann I.)Portal der Unvollendeten Kapellen mit Renaissancetribüne (2017).

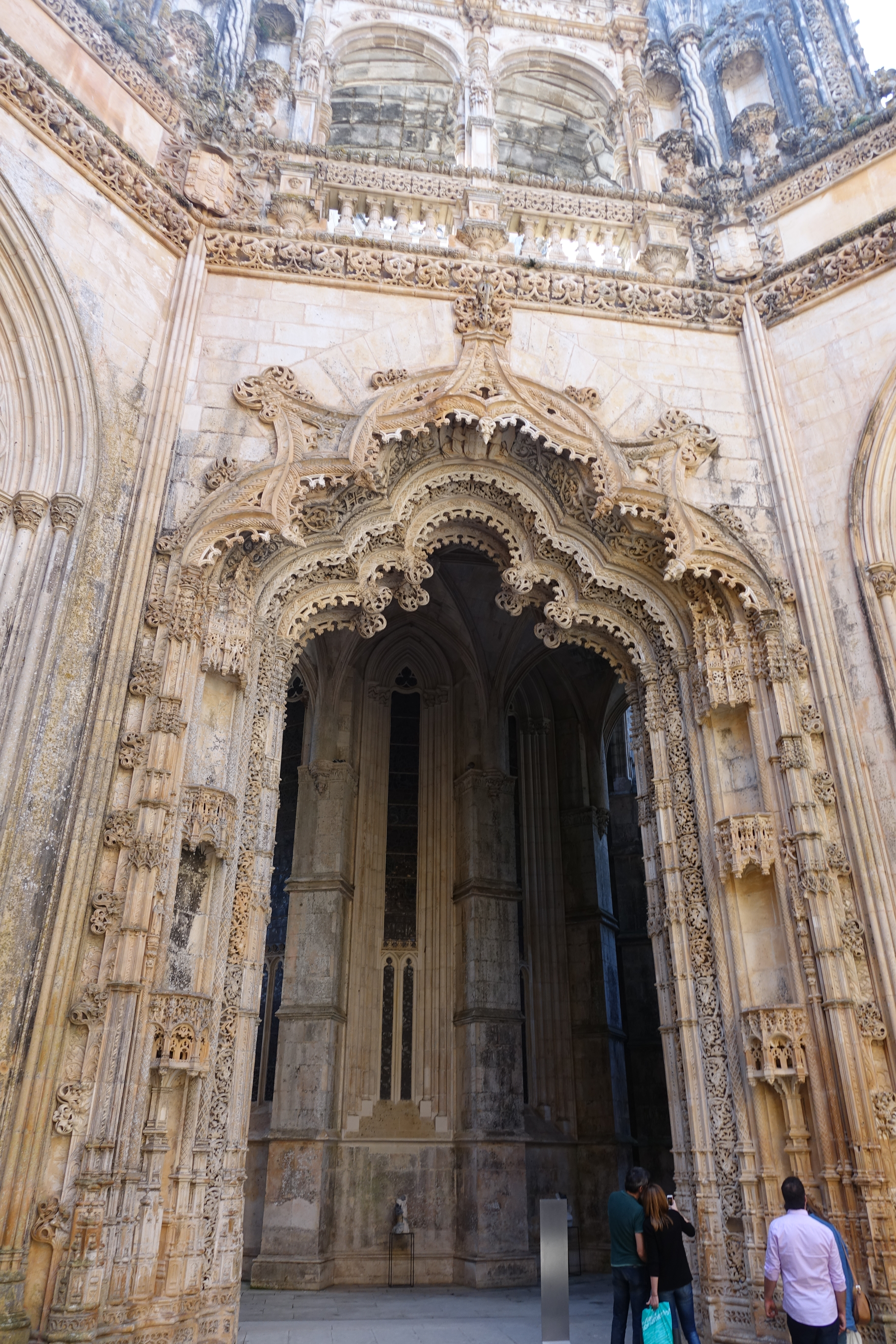
Portal der Unvollendeten Kapellen mit Renaissancetribüne (2017).

4. Johann I., König von Portugal (* 11. April 1357; † 14. August 1433)
5. Infantin Maria (* 7. Dezember 1432; † 8. Dezember 1432) – (Tochter von König Eduard I.)
6. Eduard I., König von Portugal (* 31. Oktober 1391; † 9. September 1438)
7. Infantin Filippa (* 27. November 1430; † 24. März 1439) – (Tochter von König Eduard I.)
8. Infant João (* 13. Januar 1400; † 18. Oktober 1442) – (Sohn von König Johann I.)
9. Eleonore von Aragonien, Königin von Portugal (* 2. Mai 1402; † 19. Februar 1445) – (Gemahlin von König Eduard I.)
10. Infant João (* 29. Januar 1451; † 1455) – (Sohn von König Alfons V.)
11. Prinz Heinrich der Seefahrer (* 4. März 1394; † 13. November 1460) – (Sohn von König Johann I.)
12. Pedro, Herzog von Coimbra (* 9. Dezember 1392; † 20. Mai 1449) – (Sohn von König Johann I.)
13. Isabel von Portugal, Königin von Portugal (* 1. März 1432; † 2. Dezember 1455) – (erste Gemahlin von König Alfons V.)
14. Alfons V., König von Portugal (* 15. Januar 1432; † 28. August 1481)
15. Infant Afonso (* 18. Mai 1475; † 13. Juli 1491) – (Sohn von König Johann II.)
16. Johann II., König von Portugal (* 3. Mai 1455; † 25. Oktober 1495)

## Restaurierungen
Das Kloster wurde infolge der napoleonischen Besatzung aufgelöst und ging in Staatsbesitz über. Bereits vor der Mitte des 19. Jahrhunderts wurde mit umfangreichen Restaurierungsarbeiten begonnen, die teilweise den Charakter eines Neubaus annahmen. So wurden alle Maßwerke erneuert, ebenso die Strebebögen der Kirche und die Attiken der Dachzonen. Die gesamte Kirchenausstattung wurde entfernt. Das Kloster wurde im Sinne einer strengen Gotik purifiziert und weite Bauteile des 16. bis 18. Jahrhunderts abgerissen. Der in der Nähe von Porto de Mós, circa 8 Kilometer südlich von Batalha gebrochene Kalkstein „Pedra de Ançã“ verwittert unter den heutigen Umweltbedingungen zunehmend rasch. So müssen unablässige Restaurierungen an dem Gebäudekomplex durchgeführt werden, um den Erhalt des UNESCO-Weltkulturerbes zu sichern.